# Головинское месторождение лабрадорита

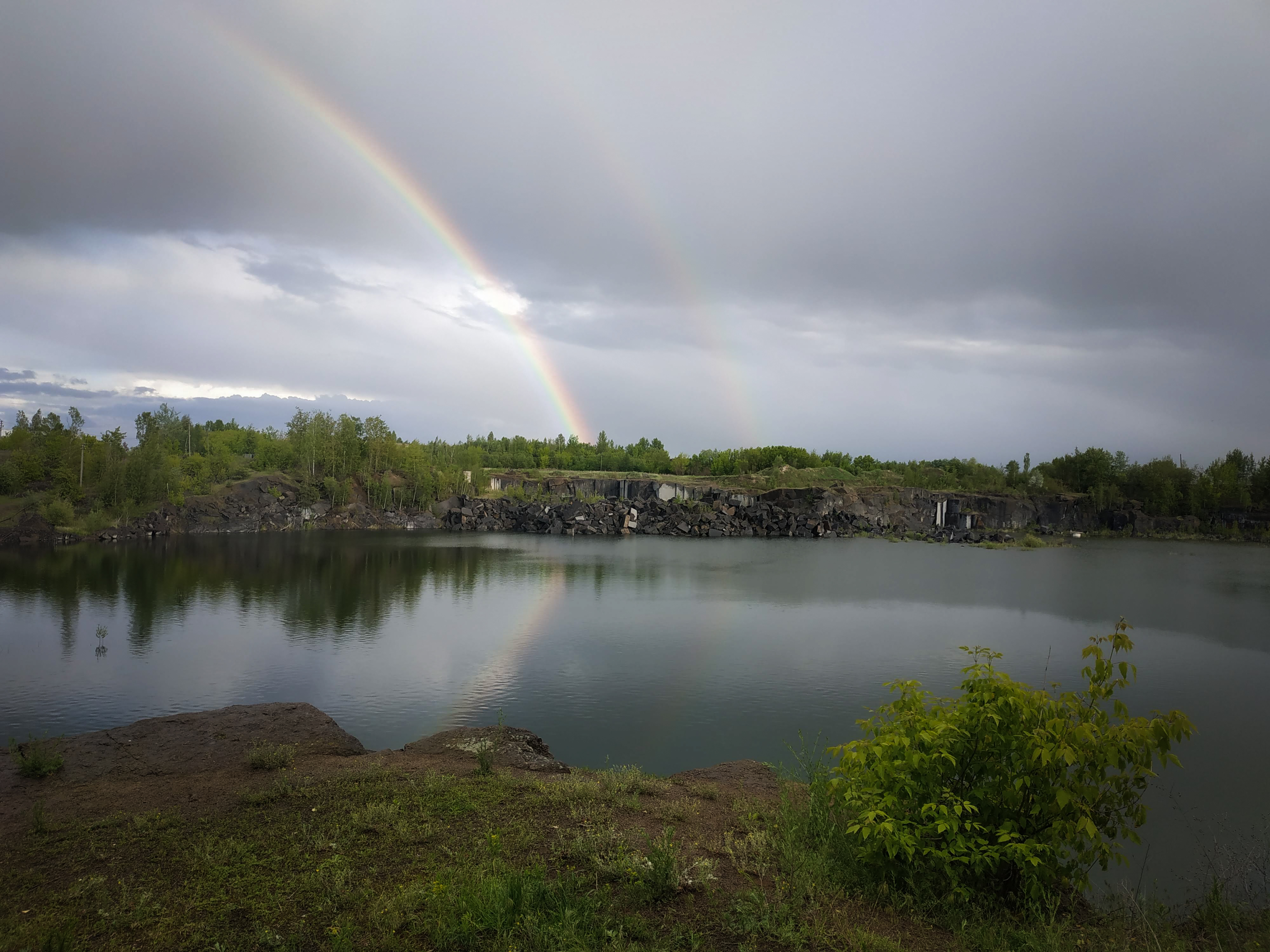
Головинское месторождение

Головинское месторождение лабрадорита – одно из крупнейших месторождений лабрадорита в Украине, расположенное в пгт Головино Житомирской области. Известно благодаря декоративному камню с характерной голубой иризацией — лабрадорита Volga Blue, который относится к элитным облицовочным материалам.

## История
Месторождение открыл в 1840 году киевский врач Ширмер. Первые научные упоминания принадлежат геологу Сегету, а затем профессору В.Е. Тарасенко. Промышленная добыча начата в 1894 году по инициативе землевладельцев Салиса и Душинского. В 1896 году в поселке Головино построена первая камнеобрабатывающая фабрика. В 30-х годах предприятие интенсивно развивалось, в частности, в производстве облицовочных плит для правительственных сооружений.
В 1932 году при предприятии создана школа обучения молодежи, которая впоследствии стала единственным училищем в СССР по подготовке специалистов по обработке гранита. Во время Второй мировой войны месторождение эксплуатировалось оккупационными властями. После войны предприятие было возобновлено.
В 1960-х годах проведена масштабная реконструкция производства с применением современного оборудования того времени.

## Современность
В 2019 году предприятие было приватизировано и передано в собственность  ООО «Головинский камень», входящей в группу компаний GOLOVINSKI. С этого момента начался этап модернизации производства с привлечением оборудования ведущих мировых брендов. Особенностью деятельности предприятия стало изготовление крупноформатных слябов из лабрадорита Volga Blue размером до 3×2 метра.
Продукция предприятия начала экспортироваться во многие страны, в частности, используется в архитектуре городов Европы, Азии, Северной Америки и Ближнего Востока.

## Характеристика
Балансовые запасы лабрадорита 3,5 млн. м³. Приурочено к массиву основных изверженных пород, залегающих среди кристаллических пород Украинского кристаллического щита. На востоке месторождения лабрадорит переходит в габбро. Мощность производительной толщи 10-15 м, выветренной зоны - 2-4 м. Головинский лабрадорит – массивная черная крупнозернистая порода, состоящая из идиоморфных таблитчатых или пластинчатых зерен; гл. породообразующий минерал - лабрадор (85-95% породы); кроме того, в г.п. есть пироксены, оливины, биотиты. Кол-во кристаллов лабрадора с размерами до 70-100 мм достигает 100 шт. на 1 м2. основ. физико-механич. свойства лабрадорита Г.Р.: временное сопротивление сжатию (в сухом состоянии) 100–120 МПа, сер. плотность 2790 кг/м³, водопоглощение 0,33%, стираемость 0,68 г/см². Хорошо обрабатывается алмазным и абразивным инструментом; хорошо полируется до 170 единиц шкалы блескома.

## Технология разработки
Месторождение раскрыто капитальной траншеей внутр. залегания и разрабатывается двумя горизонтами. Высота добывающих уступов 3-10 м, ширина рабочих площадок 3-5 м. Добыча блоков по двухстадийной схеме с учетом естественной трещиноватости пород. Отбойка монолитов от массива – буровзрывным способом с использованием дымного пороха. Для раскалывания монолитов используются гидроклинные установки.
До приватизации добыча блоков осуществлялась буровзрывным способом с использованием дымного пороха. Монолиты отделялись от основного массива с помощью взрывов, а для дальнейшего раскалывания применяли гидроклины. Такой метод часто приводил к трещинам в камне и значительным потерям ценной породы. После модернизации предприятия в 2019 году в карьере начали использовать технологию алмазной канатной пилы. Она позволяет «перепиливать» монолит без шума и взрывов, извлекая большие, ровные блоки без повреждений и с минимальными потерями материала.